# 小行星4658
小行星4658（4658 Gavrilov）是一颗绕太阳运转的小行星，为主小行星带小行星。该小行星于1979年9月24日发现。

## 轨道参数
小行星4658的轨道半长轴为3.1554413 UA，离心率为0.195。